# Canóvanas
Canóvanas es un municipio del norte del Estado Libre Asociado de Puerto Rico. Fundado en 1970 y es también conocido como «Pueblo Valeroso», «La Cuna de los Indios» y «La Ciudad de las Carreras». Toma su nombre del cacique «Canovanax». Canóvanas está repartida en 5 barrios y Canóvanas Pueblo, el centro administrativo y principal pueblo del municipio.

## Datos Generales

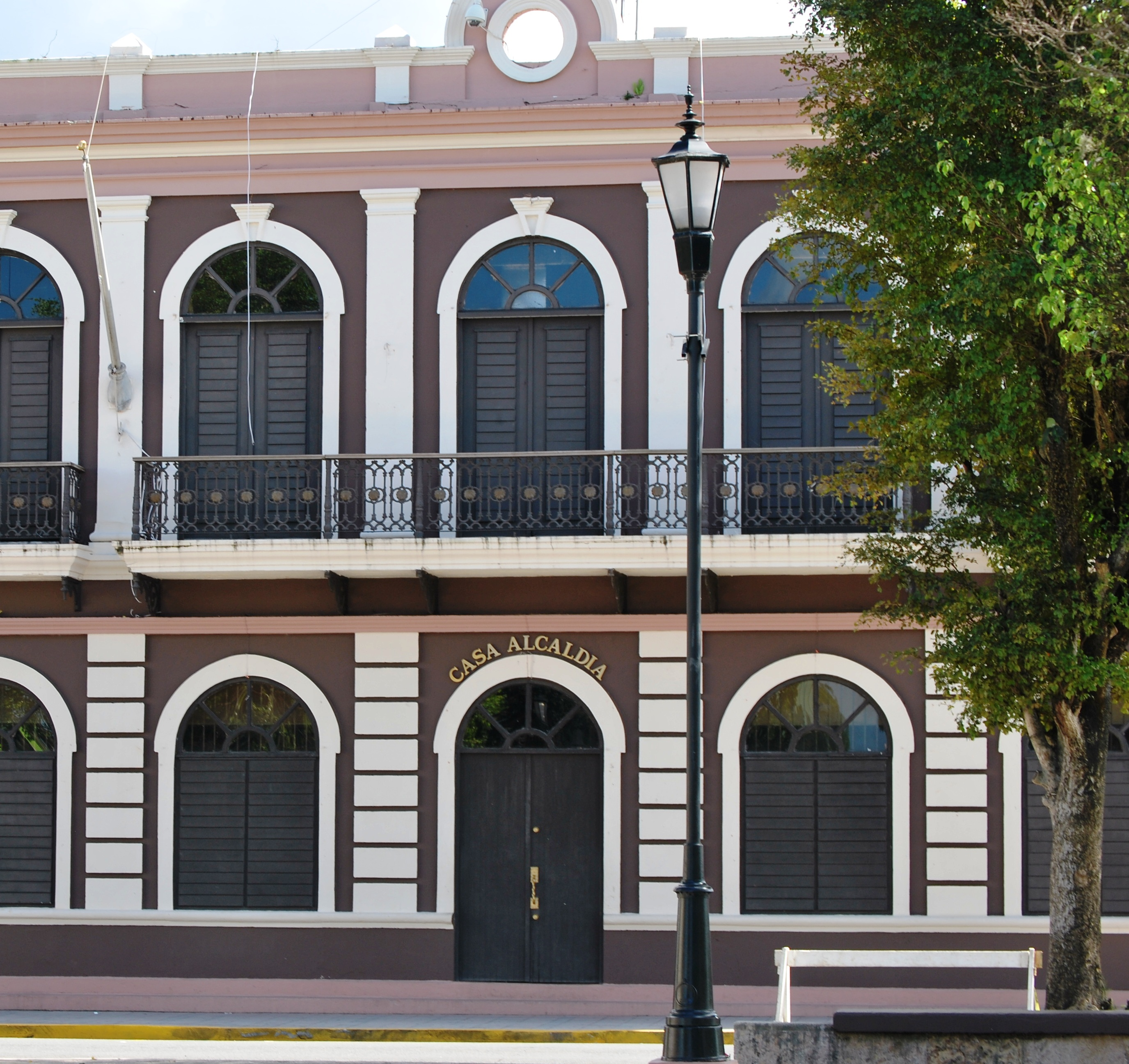
Alcaldía de Canóvanas

### Escudo de Armas de Canóvanas
El Escudo de Armas de hoy contiene los siguientes simbolismos:  
- Los colores oro y violeta tomados de la bandera de los «Hijos y Amigos Ausentes de Canóvanas».
- La Corona (castillo) que simboliza municipio, la cadena rota que simboliza La suspensión de Canóvanas como barrio de Loíza.
- La corona en el centro que simboliza y recuerda la suprema jerarquía del cacique Canobaná.
- Los laureles indicando a los 23 triunfos consecutivos (una hoja por cada victoria), del equipo de baloncesto Indios de Loíza, estableciendo un récord en Puerto Rico.
- La canasta en medio de las hojas representa el equipo y sus logros.
- El sol y sus 16 rayos de luz que indica el surgimiento de un nuevo municipio en Puerto Rico y el número de los alcaldes corresponde, respectivamente, antes de Canóvanas se separó de Loíza.
- La inscripción en la bandera recuerda: el nombre del cacique y las fechas de la instalación de la sede municipal de Loíza, en Canóvanas.

## Geografía

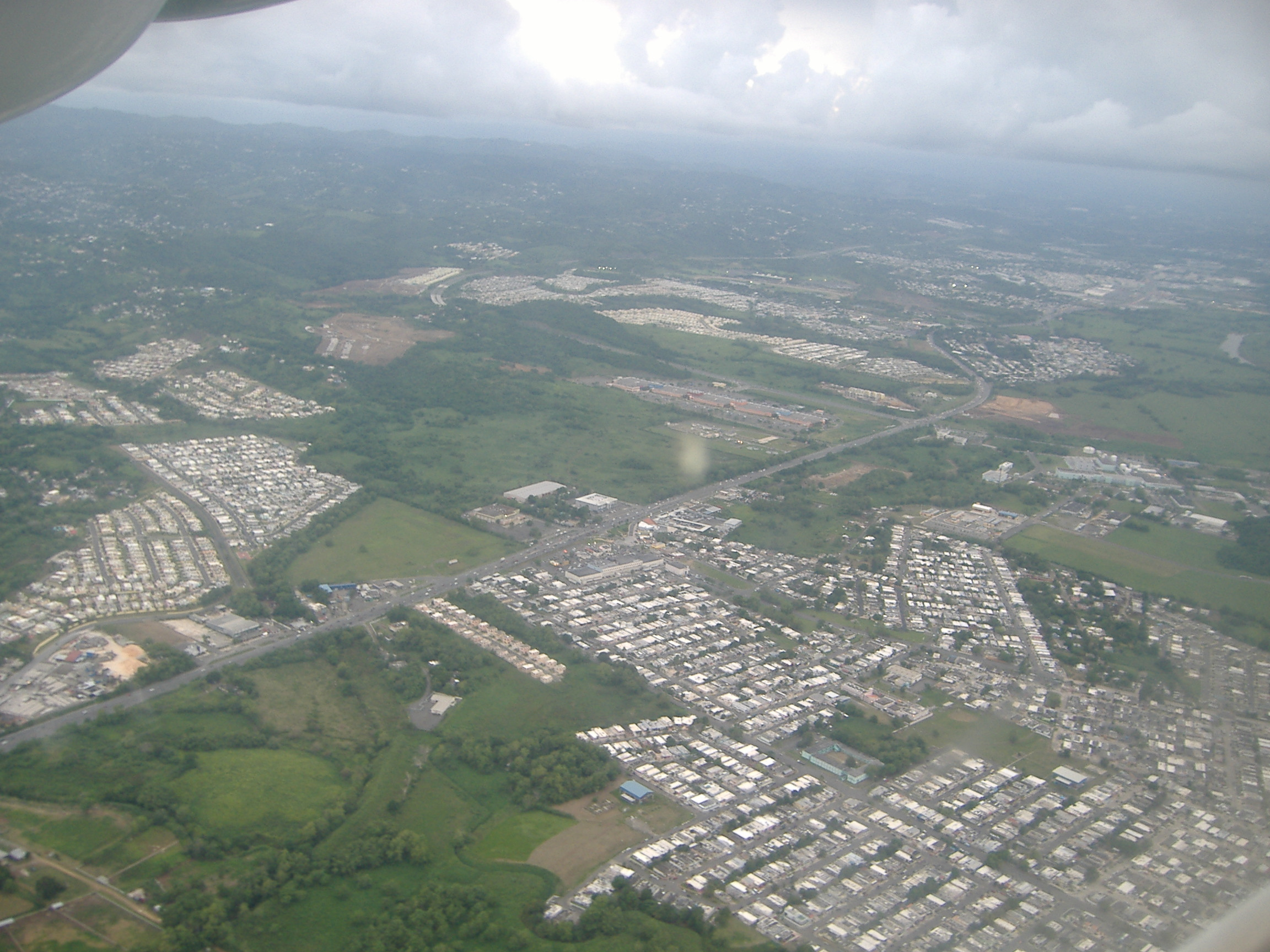
Canóvanas.

El término municipal de Canóvanas está localizado en la región Noreste de la Isla; al norte de Juncos y Las Piedras, al sur de Loíza, al este de Carolina y al oeste de Río Grande. De norte a sur, la región dentro de los límites municipales comienza en el llano costanero del norte y se extiende hacia el sur a una distancia de unos 14 kilómetros donde la topografía se vuelve montañosa y agreste, colindando con las montañas de la Sierra de Luquillo. En el llano costanero del norte ocurren formaciones de caliza conocidas localmente como mogotes. Estos se elevan abruptamente desde la superficie de los sedimentos aluviales y costeros del llano. Los mogotes constituyen los remanentes de formaciones calizas fosilíferas del Periodo Geológico Terciario. Los sedimentos del llano costanero del norte son de reciente formación; una combinación de sedimentos aluviales (de río) y arenas de playa, todos altamente interperizados y alterados por el proceso de formación de suelos. Históricamente, estos suelos proveyeron terrenos fértiles para la agricultura, principalmente de la caña de azúcar. 
El centro urbano del municipio se conoce como el pueblo de Canóvanas. Este se encuentra justo en la región donde la superficie del terreno cambia de llano costanero, a la zona rural montañosa. Justo al sur del pueblo la topografía comienza a elevarse, primero por suaves colinas de rocas volcanoclásticas, y luego por abruptas montañas de rocas ígneas, cortadas por valles angostos por los cuales ondean arroyos cuyo flujo hidráulico es de norte a sur. 

### Barrios

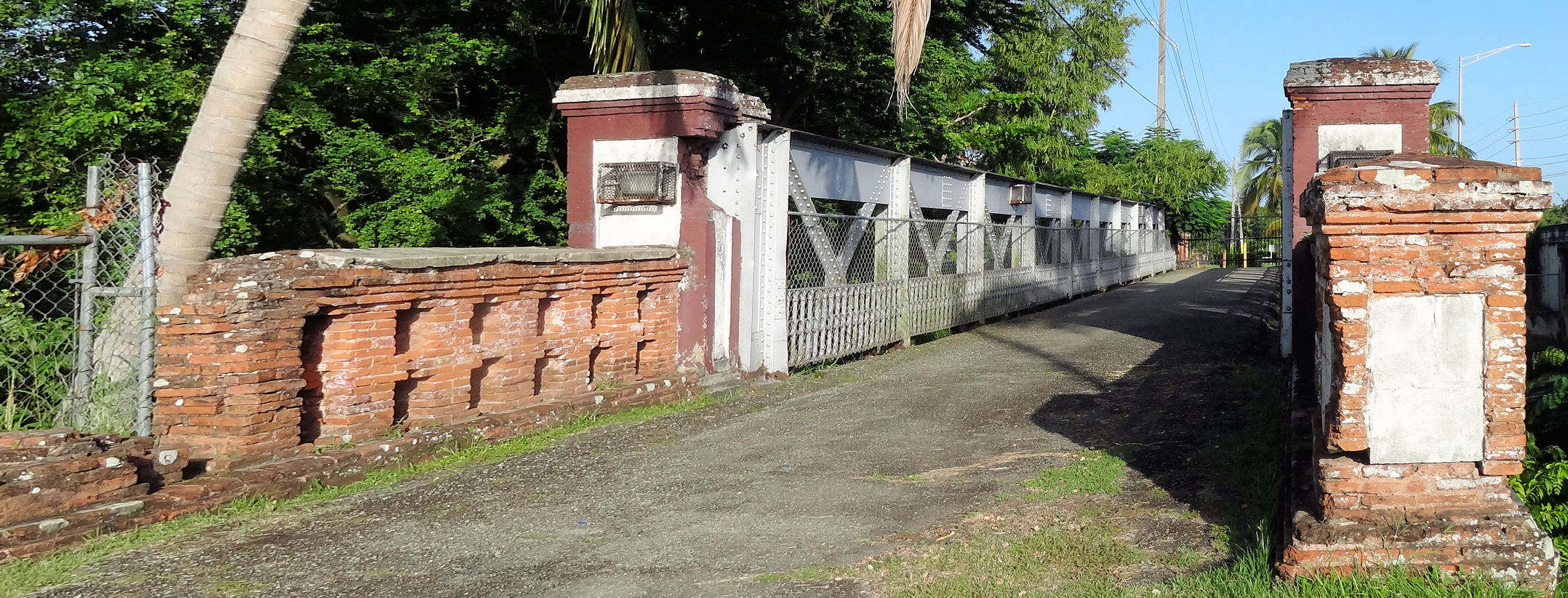
Histórico Puente de Canóvanas (1892).

Canóvanas se divide en los Barrios Hato Puerco, Cubuy, Lomas, Canóvanas, Torrecilla Alta y Cambalache. Dentro de estos seis barrios se encuentran los siguientes centros urbanos: 
- Canóvanas (Canóvanas)
- Canóvanas Barrio  Pueblo de Canóvanas, San Isidro, Loiza Valley, Jardines de Canóvanas, Quintas de Canóvanas, Country View, Villas de Loiza, Ciudad Jardín,
- Cubuy - Cubuy, Sector Benítez
- Hato Puerco - Campo Rico, Palma Sola
- Lomas - Lomas Coles, Las Cuatrocientas
- Torrecilla Alta - La Central, Brisas de Canóvanas, Los Eucaliptos
- Cambalache - Sector Cambalache, Vista del Río Grande 1 y 2

### Ríos
Los ríos Canovanillas y Grande de Loíza delimitan al municipio en su parte oeste. El río Canóvanas y la Quebrada Cambalache demarcan parcialmente el límite Municipal al este. Todos los ríos fluyen en cauces meandrosos hacia el norte, desembocando en el río Grande de Loíza, en cual desemboca en el Océano Atlántico, en la costa norte de la isla. Todos los ríos de Canóvanas son perennes (siempre fluye agua) y son alimentados por las abundantes lluvias que ocurren sobre la Sierra de Luquillo. 
- Río Canóvanas
- Río Cubuy
- Río Herrera
- Río Canovanillas
- Río Grande de Loíza

### Urbanizaciones
En la década del 1990, debido a su cercanía con la zona metropolitana de San Juan y a una creciente economía, Canóvanas experimentó un crecimiento urbano notable, duplicando en área la zona urbana y aumentando considerablemente el comercio y la industria municipal, pero a la vez causando una pérdida equivalente en zonas verdes. 
- Loiza Valley
- Urbanización del Pilar
- Jardines de Canóvanas
- Quintas de Canóvanas
- Country View
- Villas de Loíza
- Ciudad Jardín 1 y 2
- River Villa
- River Gardens
- Villa del Este
- Los Eucaliptos
- Brisas de Canóvanas
- Vista del Río Grande 1 y 2
- Las Haciendas
- Mansiones del Tesoro

## Gobierno y administración
| Elección | Alcalde | Alcalde                                     | Partido                             | Escaños por partido | Escaños por partido | Escaños por partido | Total  | Fuente |
| -------- | ------- | ------------------------------------------- | ----------------------------------- | ------------------- | ------------------- | ------------------- | ------ | ------ |
| Elección | Alcalde | Alcalde                                     | Partido                             | PIP                 | PPD                 | PNP                 | Total  | Fuente |
| 1972     |         | Sergio E. Calzada Rivera                    | PPD                                 | 1                   | 9                   | 2                   | 12     | [ 2 ]  |
| 1976     | 1       | Sergio E. Calzada Rivera                    | PPD                                 | 9                   | 2                   | [ 3 ]               | 12     |        |
| 1980     | 1       | Sergio E. Calzada Rivera                    | PPD                                 | 9                   | 2                   | [ 4 ]               | 12     |        |
| 1984     | 1       | Sergio E. Calzada Rivera                    | PPD                                 | 11                  | 2                   | 14                  | [ 5 ]  |        |
| 1988     |         | Esteban (Tebo) Meléndez Rivera              | PPD                                 | 1                   | 11                  | 14                  | 2      | [ 6 ]  |
| 1992     |         | José Ramón (Chemo) Soto Rivera (hasta 2014) | PNP                                 | 1                   | 2                   | 14                  | 11     | [ 7 ]  |
| 1996     | 1       | José Ramón (Chemo) Soto Rivera (hasta 2014) | PNP                                 | 2                   | 11                  | 14                  | [ 8 ]  |        |
| 2000     | 1       | José Ramón (Chemo) Soto Rivera (hasta 2014) | PNP                                 | 2                   | 11                  | 14                  | [ 9 ]  |        |
| 2004     | 1       | José Ramón (Chemo) Soto Rivera (hasta 2014) | PNP                                 | 2                   | 13                  | 16                  | [ 10 ] |        |
| 2008     | 1       | José Ramón (Chemo) Soto Rivera (hasta 2014) | PNP                                 | 2                   | 13                  | 16                  | [ 11 ] |        |
| 2012     | 1       | José Ramón (Chemo) Soto Rivera (hasta 2014) | PNP                                 | 2                   | 13                  | 16                  | [ 12 ] |        |
| 2012     | 1       |                                             | Lornna Soto Villanueva (desde 2014) | 2                   | 13                  | 16                  | PNP    |        |
| 2016     | PNP     | 1                                           | Lornna Soto Villanueva (desde 2014) | 2                   | 13                  | 16                  | [ 13 ] |        |
| 2020     | PNP     | 1                                           | Lornna Soto Villanueva (desde 2014) | 2                   | 13                  | 16                  | [ 14 ] |        |